# Waldburg (Alta Áustria)
Waldburg é um município da Áustria localizado no distrito de Freistadt, no estado de Alta Áustria.